# Lípy a jilm u Mlýnského rybníka
Lípy a jilm u Mlýnského rybníka jsou památné stromy ve vsi Svojšice západně od Sušice v okrese Klatovy. Dvě lípy velkolisté (Tilia platyphyllos) a jeden jilm drsný (Ulmus glabra) rostou na pravé straně u hráze Svojšického mlýnského rybníka, jihovýchodně od vsi.
První lípa má korunu širokou 18 m, obvod kmene 340 cm (měřeno 2003). Její zdravotní stav je velmi dobrý, má pravidelnou korunu s mírným prosycháním, v roce 2003 byl proveden zdravotní řež a instalace vazby.
Druhá lípa má šířku koruny 16 m, obvod kmene 400 cm (měřeno 2003). Zdravotní stav je výborný, má nepravidelnou koruny a dvě kosterní větve. V roce 2003 byla instalována nedestruktivní vazba a proveden zdravotní řez.
Jilm měl obvod kmene 460 cm (měřeno 2003). Při šetření v roce 2007 bylo zjištěno, že jilm byl již delší dobu silně napaden dřevokaznými houbami a i přes snahu o jeho vyléčení postupně usychal a zcela odumřel. Proto bylo rozhodnuto o zrušení ochrany.
Stromy jsou chráněny od 20. května 2003 pro svůj vzrůst, dendrologickou hodnotu a jako krajinná dominanta. O zrušení ochrany jilmu bylo rozhodnuto 25. ledna 2007.

## Stromy v okolí
- Vaňkův Dub v Žikově
- Svojšická lípa
- Lípa u Valdmanů

## Galerie

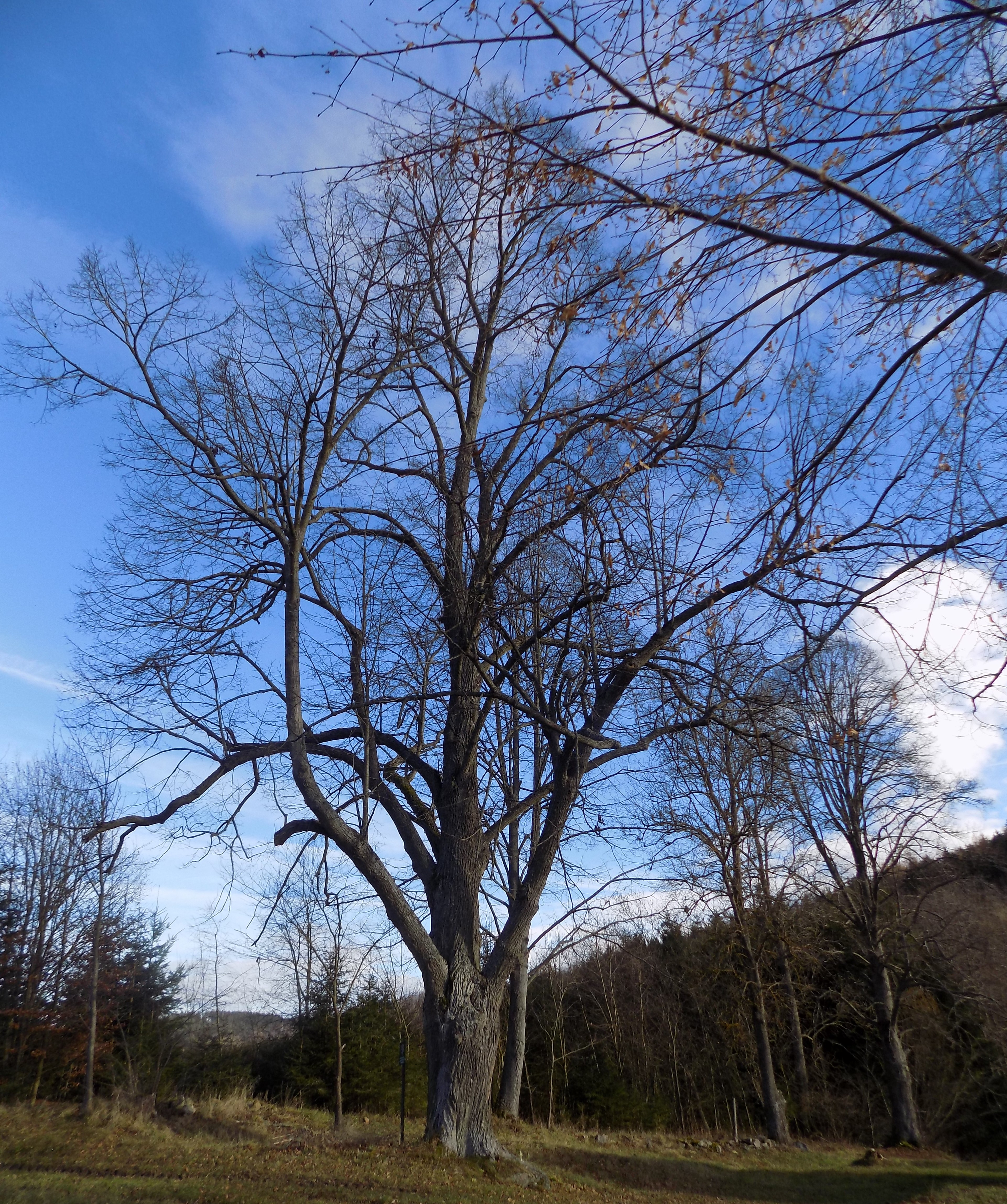
První lípa
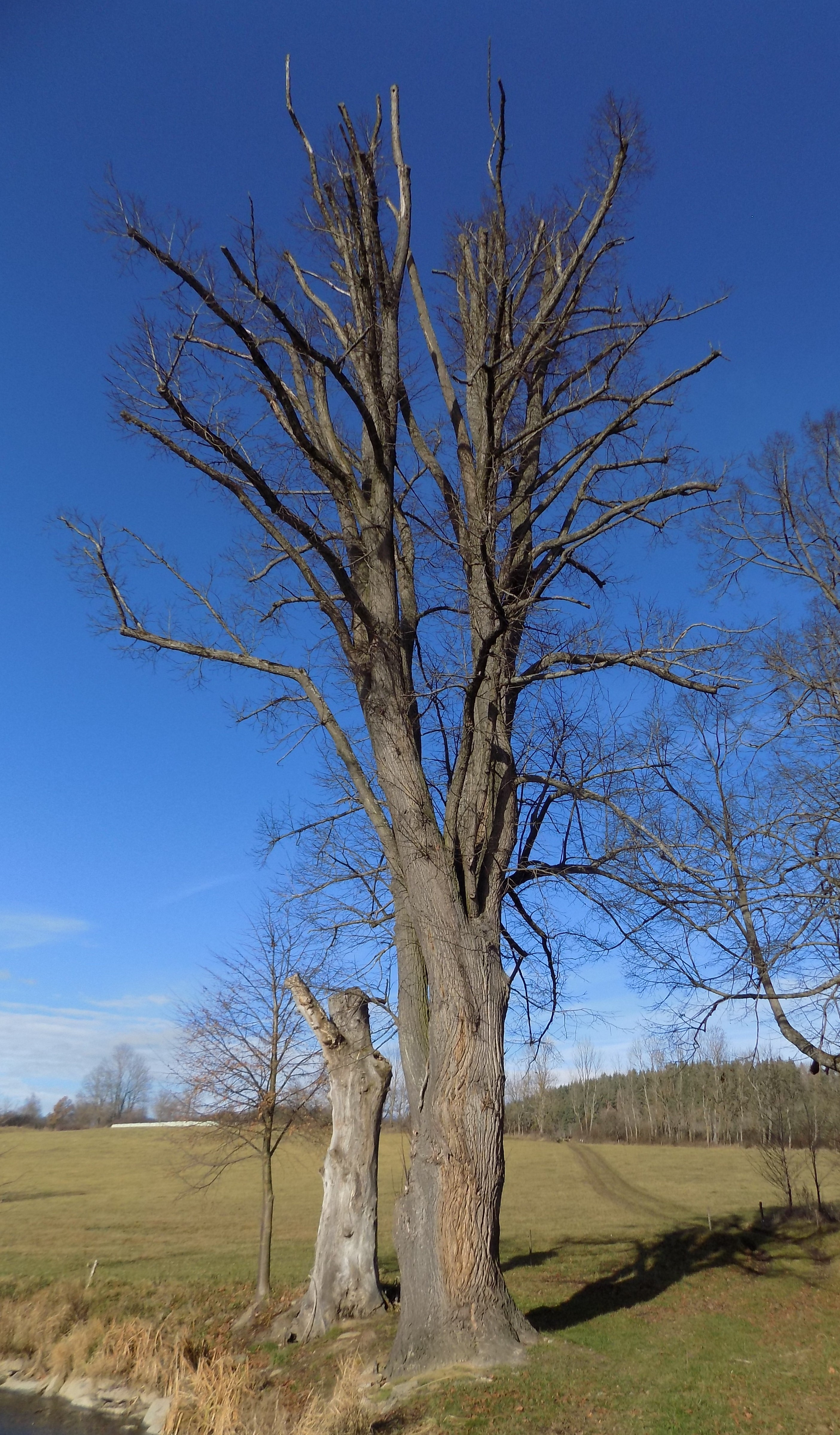
Druhá lípa
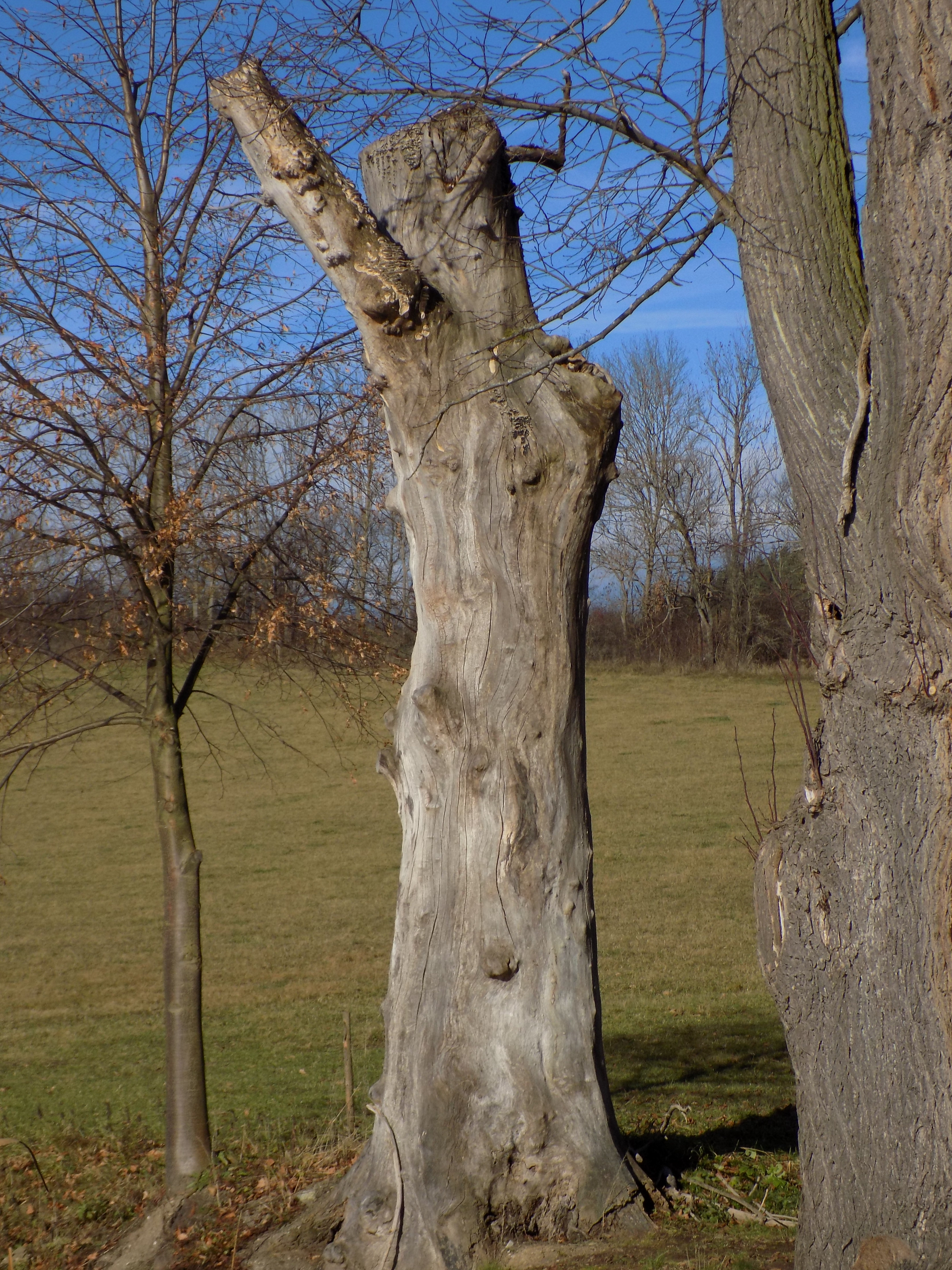
Torzo jilmu